# TAI Aksungur
TAI Aksungur bespilotna je letjelica (UAV) koju je za turske oružane snage izradila tvrtka Turkish Aerospace Industries (TAI). Koristeći postojeću tehnologiju iz serije bespilotnih letjelica TAI Anka, to je najveća bespilotna letjelica proizvođača s kapacitetom nosivosti za opremu specifičnu za misije. Namijenjen je za dugotrajni nadzor, obavještajne signale, pomorske ophodnje ili kao bespilotna borbena letjelica. TAI je planirao integrirati pakete oružja i staviti Aksungur u proizvodnju početkom 2020. Prva jedinica isporučena je turskim pomorskim snagama 20. listopada 2021.

## Dizajn
Zrakoplov je 12 m dug i 3 m visok kada se oslanja na svoj stajni trap. Visoko postavljena krila imaju blagi diedralni kut i raspon krila od 24 m (79 ft). Visoko postavljena krila imaju blagi diedralni kut i raspon krila od 24 m. Krila završavaju malim krilcima. Centralizirani trup je ispod krila i sadrži avioniku, kameru i senzore, s blisterom kamere na bradi. Gorivo je pohranjeno u trupu i krilima. Motor s turbopunjačem postavljen je ispod svakog krila, pri čemu se svaka gondola motora proteže unatrag u repnu granu. Ove repne grane završavaju vertikalnim stabilizatorima, s horizontalnom repnom ravninom koja im se pridružuje. Stajni trap tricikla uvlači se u gondole motora i nos zrakoplova tijekom leta.
Zrakoplov pokreću dva naprijed postavljena dizelska motora PD-170 s dvostrukim turbopunjačem koje je razvila tvrtka Tusaş Engine Industries (TEI), opremljena propelerima s tri kraka u konfiguraciji traktora (tegljača). Prema proizvođaču, to omogućuje Aksunguru krstarenje maksimalnom brzinom od 180 km/h i nošenje maksimalnog korisnog tereta od 750 kg do visine od 7600 m ili uspon do 1000 m s nosivošću od 150 kg. Projektirana maksimalna nosivost zrakoplova veća je za 375% u odnosu na njegov prethodnik; njegova najveća masa pri polijetanju je 3300 kg. Predviđeno je da ostane u zraku 12 sati kao jurišni zrakoplov ili pomorski ophodni zrakoplov i 24 sata tijekom signalno-obavještajnih misija. 
Daljinsko upravljanje bespilotnom letjelicom vrši se putem softvera kompatibilnog s DO-178B na zemaljskoj kontrolnoj stanici kompatibilnoj s DO-254 i hardverom pomoću dvostruke sigurnosne šifrirane digitalne podatkovne veze. Opcijska fleksibilnost rada izvan vidnog dometa dostupna je putem komunikacijskog satelita . 
TAI očekuje integraciju oružanih sustava tipičnih za borbene zrakoplove F-4 i F-16 na Aksunguru u zadnjem kvartalu 2019. Ispod svakog krila nalaze se tri učvršćenja za pričvršćivanje vanjskog tereta, poput streljiva ili sonarnih plutača. Ove učvršćene točke predviđene su za opterećenja od 150, 300 i 500 kg. Predloženo naoružanje uključuje TEBER-81 (laserski vođena bomba Mk-81), TEBER-82 (laserski vođena bomba Mk-82), LUMTAS, MAM-L, Roketsan Cirit, MAM-C, HGK-3 (precizno vođeno streljivo), KGK (82) (krilni navođeni komplet) i minijaturna bomba.

## Operativna povijest
Dana, 2. rujna 2020., TAI Aksungur odletio je pedeset deveti probni let zadržavši se u zraku 49 sati. Dana, 17. rujna 2020., TAI Aksungur je letio na visini od 20.000 stopa 20 sati noseći 12 MAM-L pametnog streljiva. 
TAI Aksungur nosio je bombu MK-82 s kompletom za navođenje Teber tešku 250 kg i pogodio metu na udaljenosti od 30 km.

## Tehnički podaci
- Kapacitet: nosivost od 750 kg
- Duljina: 12 m
- Raspon krila: 24 m
- Visina: 3 m
- Prazna težina: 1800 kg
- Maksimalna težina pri polijetanju: 3300 kg
- Pogon: 2 × TEI PD170 4-cilindrični, tekućinom hlađeni turbo motor s horizontalnim klipom i suprotnim klipom, 130–160 kW (170–220 KS) svaki
- Propeleri: trokraki potisni propeler konstantne brzine

### Performanse
- Brzina krstarenja: 250 km/h
- Domet: 6500 km
- Izdržljivost: 60 sati[1]
- Radni strop: 12.192 m

### Naoružanje
- Čvrste točke: 6, s odredbama za nošenje kombinacija:
- Projektili:
  - CIRIT
  - Rakete:
    - Moguće ROKETSAN DSH (raketa za protupodmorničko ratovanje) i torpeda za dužnosti pomorske ophodnje

  - Bombe:
    - MAM: MAM-L i MAM-C precizno navođeno streljivo LUMTAS
    - LUMTAS
    - TEBER-81 (laserski vođen MK-81)
    - TEBER-82 (laserski vođen MK-82)
    - HGK-3 (komplet za precizno navođenje)
    - KGK (82) (Komplet za navođenje s krilima)